# Колпаки (Московская область)
Колпаки — бывшая деревня в Новопетровском сельском поселении Истринского района Московской области. На территории зарегистрировано садовое товарищество «Флора». На топологической карте Московского региона 1959 года отображается как деревня Колпаки.
Находится в 39 км северо-западнее Истры у пересечения истока реки Большая Сестра(Сетра) и ее притока реки Селиваниха(на картах Шуберта обозначена как река Селибановка) . Ближайшая железнодорожная станция — платформа Чисмена Рижского направления Московской железной дороги. Высота над уровнем моря 230 м.

## Исторические сведения
Первые упоминания о деревне Колпаки были XVIII веке. Согласно Генеральному межеванию 18 августа 1769 года землемер Старков проводил межевание владений коллежского асессора Николая Васильевича Зубова. Деревня Колпаки Воскресенского уезда (позднее Рузского уезда) Локнашского стана насчитывала 16 душ.
В списке «Указатель селений и жителей уездов Московской губернии» 1852 года деревня Колпаки относится к Рузскому уезду Московской губернии и, в составе 7 дворов, насчитывает 28 крестьян мужского пола и 22 душ женского пола. Деревня находится 42 верст от уездного города на проселочной дороге.
По спискам «Московская губерния» 1862 г. уточнено, деревня Колпаки (Московской губернии, уезд Рузский, стан 2.) размещена по правую сторону тракта из Москвы в Волоколамск, положение деревни при прудах. Расстояние от уездного города 45 верст. Число жителей составляет 27 м.п. и 23 ж.п.
В справочной книжке Московской губернии 1890 г. в деревне Колпаки насчитывалось уже 42 душ.
Списки «Населенные местности Московской губернии» 1913 г. утверждают, что дер. Колпаки относится к Рузскому уезду, Мамошинской волости. Расстояние от Волостного правления 12 верст, расстояние от ближайшей станции Чисмена 5 верст. Число дворов по состоянию на 1913 г. числится 11 шт.
Во время Великой Отечественной войны отсюда были призваны почти все молодые люди. В этот период деревня Колпаки относилась к Деньковскому с/с Ново-Петровского района Московской области, поэтому мужчин призывал Ново-Петровский РВК.
История деревни Колпаки, как и Деньковского сельсовета, была сложной. В 1959 году Ново-Петровский район расформировали, а Деньковский с/с был передан в Рузский район. Но уже в 1960 году Деньковский с/с был передан в восстановленный Истринский район. С этого периода деревню Колпаки перестали учитывать, как территориальную единицу. Приказа о ликвидации нет, но ее перестали учитывать в сводных учетных списках. Позже в 1994 году Деньковский с/с преобразовали в Деньковский с/о и в 2004 был окончательно упразднен.
В 1961 году земли, прилегающие к деревне Колпаки, были переданы Научно-Экспериментальному хозяйству «Снегири» Российской Академии Наук для разведения и выпаса своих племенных бычков, в том числе их разводили в Рождествено. Далее эти земли перераспределены Главному Ботаническому саду АН СССР, который 22 августа 1981 года организовал садоводческое товарищество «Флора» для своих сотрудников.

## Население
| 1769 | 1852 | 1862 | 1890 | 1926 |
| ---- | ---- | ---- | ---- | ---- |
| 16   | ↗50  | →50  | ↘42  | ↗89  |

## Уроженцы
- Кирьянов Петр Митрофанович (1921 г.р., д. Колпаки) — кавалер Ордена Славы III степени и Ордена Отечественной войны I степени.[17]
- Никитин Василий Иванович (1924 г.р., д. Колпаки) — кавалер Ордена Александра Невского, дважды кавалер Ордена Красной Звезды, кавалер Ордена Красного Знамени, Ордена Отечественной войны II степени и Ордена Отечественной войны I степени.[18][19]
- Никитин Дмитрий Иванович (1902 г.р., д. Колпаки) — награжден медалью «За боевые заслуги».[20]